# Lowrider
Pour les articles homonymes, voir Lowrider (homonymie).
 (janvier 2016).
Si vous disposez d'ouvrages ou d'articles de référence ou si vous connaissez des sites web de qualité traitant du thème abordé ici, merci de compléter l'article en donnant les références utiles à sa vérifiabilité et en les liant à la section « Notes et références ».

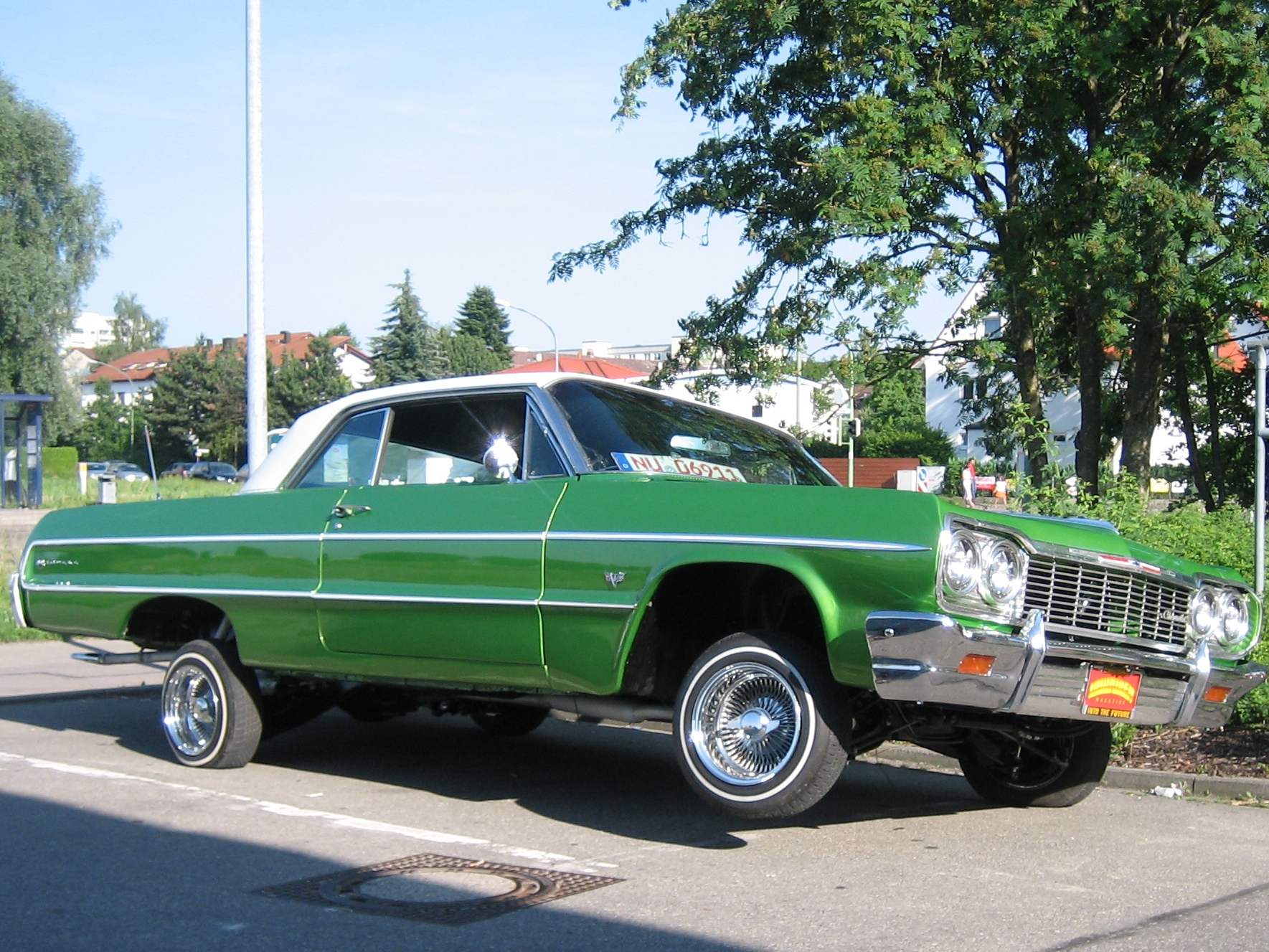
Chevrolet Impala '64.

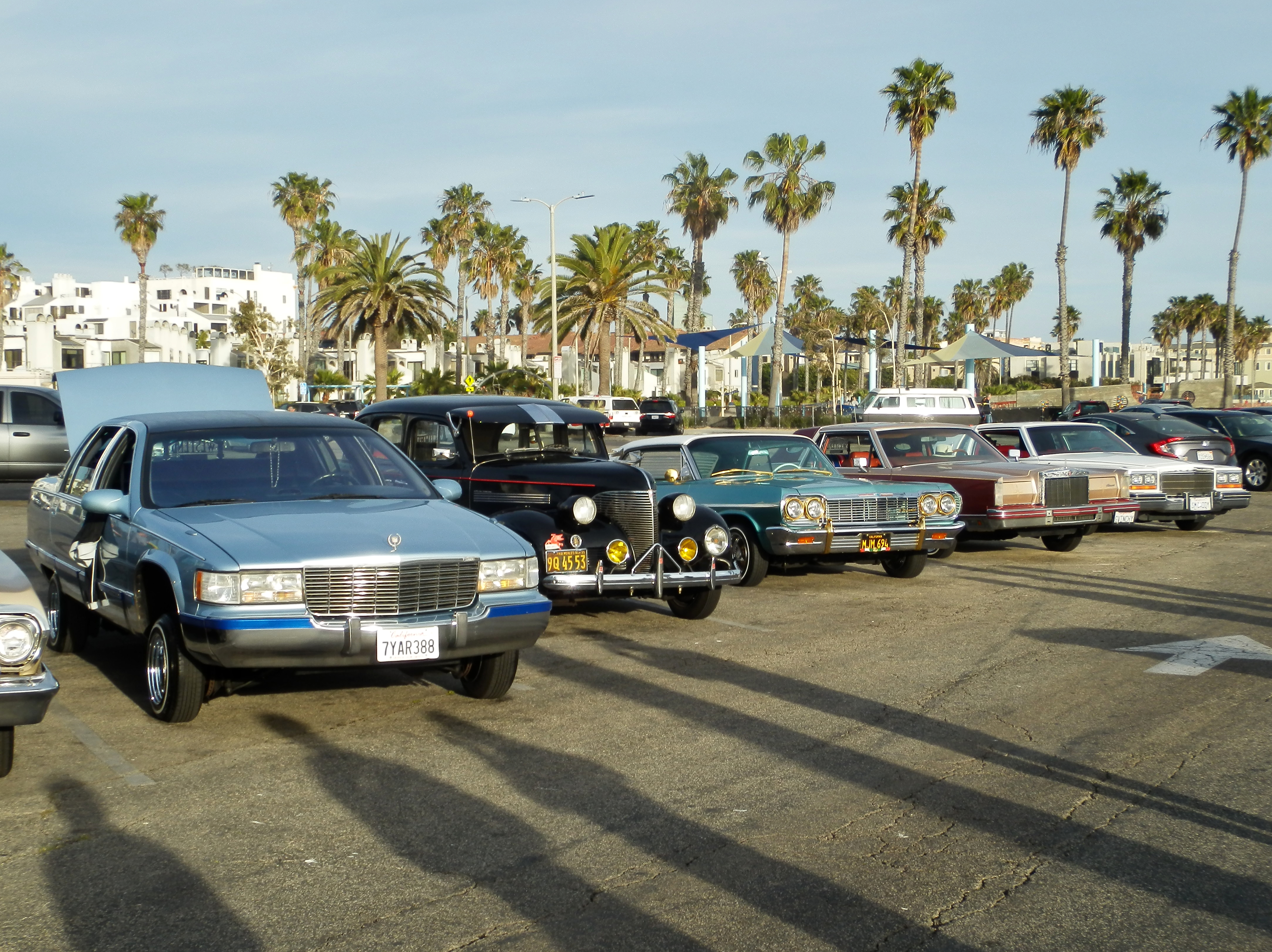
Lowriders à Santa Monica.

Un lowrider (« roulebas » en français, aussi ranfla en argot mexico-américain) est une voiture dont le système de suspension est modifié (ajout de suspensions, hydrauliques en général) de sorte qu'elle puisse monter et descendre sur ses roues et avancer à ras de terre. Les voitures lowrider sont reconnaissables grâces à leurs peintures voyantes et personnalisées avec des motifs souvent complexes.

## Description
Elles sont réalisées à partir de modèles de voitures anciennes, dont les mythiques Chevrolet Impala ou Buick Regal. Les modifications apportées n'ont pas pour objectif la vitesse, comme majoritairement dans le tuning européen et asiatique. Au contraire, ces voitures sont prévues pour aller doucement et permettre de rouler tout en se « montrant ».
À l'origine, très lié à la culture chicano des États-Unis, puis à celle du hip-hop, notamment à travers son influence West Coast, le lowrider est devenu un composant de la culture urbaine de la jeunesse américaine en général et s'étend de plus en plus, jusqu'à atteindre la jeunesse européenne, ou à toucher des univers en dehors de l'automobile, comme le vélo ou la moto (lowrider bike).
Le « lowriding », inventé par les chicanos, intéresse la jeunesse afro-américaine, qui l'a identifiée immédiatement comme un symbole de luxe et de liberté. Les voitures généralement utilisées sont des voitures des années 1960 ou 1970. Les suspensions ajoutées sur ces voitures sont hydrauliques, elles permettent à la voiture de sauter. Les lowrider portent souvent des peintures spéciales et des jantes à rayons ; la marque la plus utilisée est la légendaire Dayton. Eddie Guerrero, catcheur, entrait dans l'arène avec un lowrider.

## Influence des rappeurs
Ce style de voitures a été popularisé par des rappeurs « West Coast » et « Dirty South », comme Eazy-E (le parrain du gangsta rap), dont la majorité des clips comporte des lowriders ; Dr Dre dans son clip Let Me Ride, en 1993 ou Still Dre en 1999 ; Ice Cube, avec une Camaro '67 ; Cypress Hill, dont le titre d'une des chansons est Lowrider ; Snoop Dogg avec une Cadillac de style maquereau ; Tupac et son parrain Suge Knight, en 1995 ; The Game qui en possède quatre…
|                                          |
| 1948 Chevrolet Fleetline lowrider "bomb" |

|                                                   |
| Test du système hydraulique 1964 Chevrolet Impala |

|                                           |
| 1988 Cadillac Fleetwood Brougham lowrider |

|                          |
| Chevrolet wagon lowrider |

|                                               |
| 1994 Cadillac Fleetwood lowrider sur 3 roues. |

|                                            |
| 1991 GMC Sonoma pickup modifié en lowrider |